# Monte Lirio
Monte Lirio es un corregimiento del distrito de Renacimiento en la provincia de Chiriquí en Panamá. La localidad tiene 2.771 habitantes (2010).

## Geografía
Se ubica en la parte central del distrito de Renacimiento. Limita al norte con el corregimiento de Santa Clara, al sur y al este con el corregimiento de Caisán y al oeste con el corregimiento de Río Sereno.

### Comunidades
- Monte Lirio.
- Monte Lirio Arriba.
- Santa Clara Abajo.
- San Antonio Arriba.
- San Antonio.
- La Fuente.
- Los Miranda.
- Los Barría.
- Villa Lourdes.
- Campo Alegre.
- Pacora.

## Historia
Fue conocida anteriormente como Rabo de Gallo, nombre dado por la abundancia de palmas que llevan ese nombre las cuales eran utilizadas para la elaboración de los techos tradicionales de las casas.
La llegada de los primeros pobladores mestizos se hizo a comienzos del siglo XX. Entre sus primeros pobladores se encuentran las familias: Zapata, Araúz, Martínez, Gónzalez, Álvarez, Branda entre otras.
El corregimiento como tal se fundó el 16 de febrero de 1955, siendo el primer corregidor Lorenzo Gónzalez.

## Economía
Se dedica a la ganadería, producción de leche, carne (bovina, porcina y avícola), a la producción de café, plátano, ñampí, ñame, tomate, pepino, hortalizas y hay un pequeño auge de micro empresas relacionadas con estos productos.